# Театр на Воли
Театр на Воли им. Тадеуша Ломницкого (пол. Teatr na Woli im. Tadeusza Łomnickiego) — драматический театр в варшавском районе Воля.
«Театр на Воли» был основан в январе 1976 года. Его основателем и первым художественным руководителем (до 1981 года) был актёр и театральный режиссёр Тадеуш Ломницкий. Репертуар театра совместно формировали режиссёры Анджей Вайда, Казимеж Куц, Роман Полански.
В 1985—1990 годах театр не функционировал, поскольку ему пришлось уступить своё помещение Национальному театру, здание которого сгорело.
В 1990 году театр возобновил свою деятельность, а к 20-летней годовщине, в 1996 году, ему было присвоено имя основателя. В 1995—2004 годах при театре действовала «Студия мимов», с 2007 года — «Студия пантомимы», с 2008-го — «Варшавский центр пантомимы», кроме того ежегодно в августе здесь проходил «Международный фестиваль искусства мимов». С сентября 2010 в этом театре проводились также учебные мастерские «Лаборатории драмы».
Кроме главной сцены на ул. Каспшака, 22, театр имел вторую сцену — «Передовик» (пол. Scena „Przodownik”) на ул. Олесиньска, 21. В ноябре 2012 года руководство города приняло решение об объединении Театра на Воли им. Тадеуша Ломницкого и Драматического театра им. Густава Холоубека с 1 января 2013 года в один театр под названием Драматический театр столичного города Варшавы, располагающий тремя сценами. Его главной сценой стала сцена бывшего Драматический театр им. Холоубека в здании Дворца культуры и науки. Прежняя главная сцена Театра на Воли в здании на ул. Каспшака теперь называется сценой на Воли им. Тадеуша Ломницкого, а сцена «Передовик» сохранила своё прежнее название.

## Известные актёры театра
| - Биста, Хенрик - Бонк, Хенрик - Быльчиньский, Януш - Гайдарская, Катажина - Гарлицкий, Пётр - Грушка, Каролина - Заверушанка, Александра - Каминьский, Эугениуш - Клейдыш, Мария - Клубович, Марта - Ковальская, Халина - Ковальский, Вацлав - Копичиньский, Анджей - Коческая, Ванда - Краффтувна, Барбара |  | - Листкевич, Зыгмунт - Мацеевский, Зыгмунт - Немчик, Моника - Пыркош, Витольд - Рахвальская, Барбара - Сенкевич, Кристина - Серва, Эва - Сталиньска, Дорота - Ференцы, Адам - Феттинг, Эдмунд - Хамец, Кшиштоф - Хоравянка, Барбара - Шикульская, Эва - Янечек, Ежи - Яхевич, Алиция |